# José de San Martín
José Francisco de San Martín y Matorras (* 25. Februar 1778 in Yapeyú, Vizekönigreich des Río de la Plata, heute Argentinien; † 17. August 1850 in Boulogne-sur-Mer, Frankreich) war ein südamerikanischer Unabhängigkeitskämpfer.

## Leben

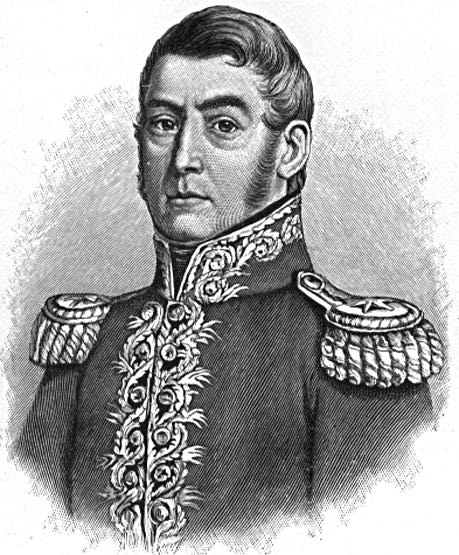
José de San Martín

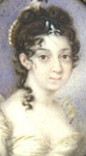
María de los Remedios de Escalada

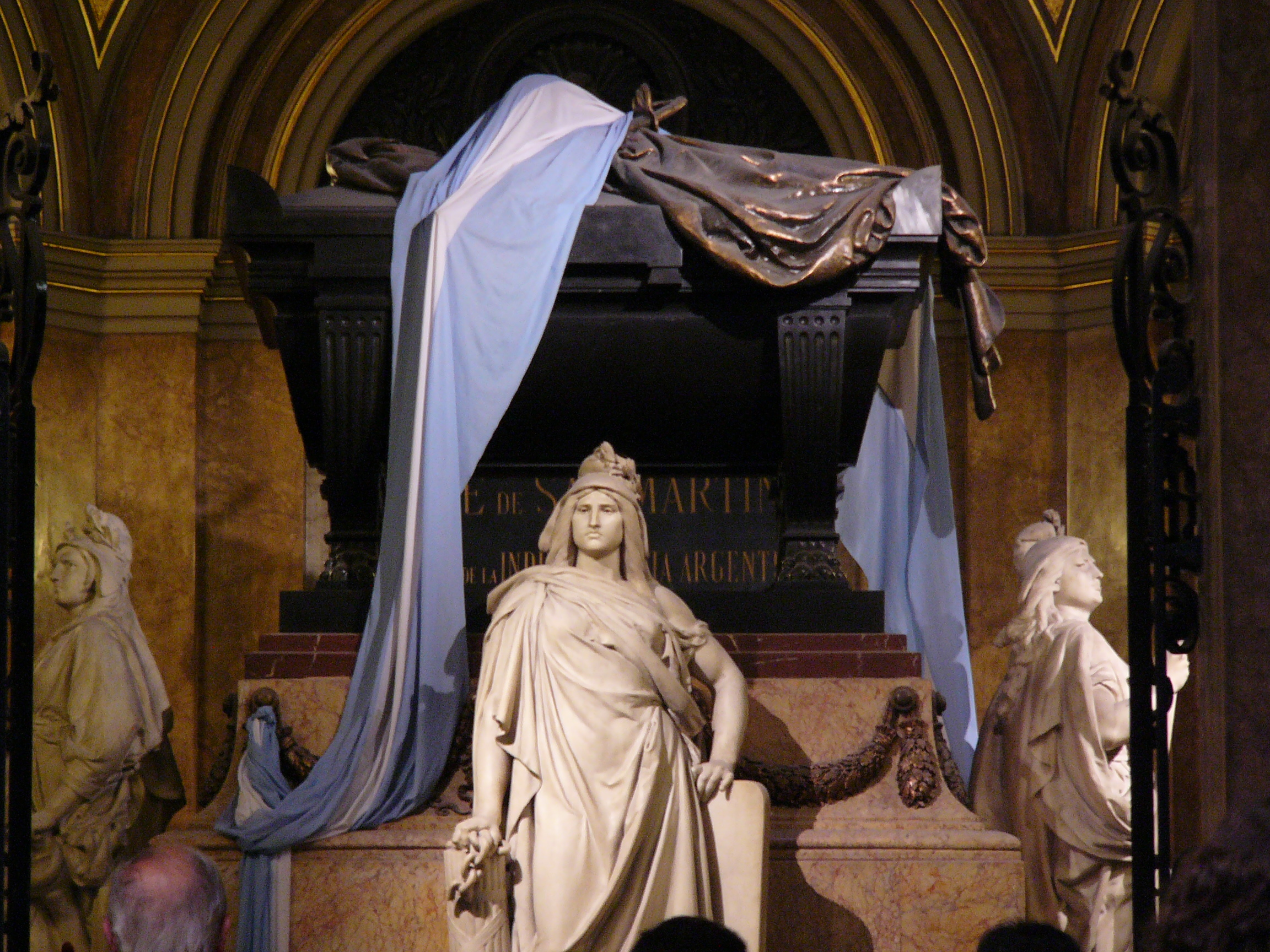
José de San Martíns Mausoleum in der Kathedrale von Buenos Aires

San Martín wurde als Sohn spanischer Eltern in Yapeyú im Vizekönigreich La Plata im heutigen Argentinien geboren. Er wuchs in Spanien auf und durchlief eine Offizierslaufbahn in der spanischen Armee, der er 20 Jahre lang diente. In dieser Zeit ergriff er immer mehr Partei für das Unabhängigkeitsstreben der spanischen Kolonien in Südamerika.
1811 gab er seinen Dienst beim spanischen Militär auf und reiste nach London. Im März 1812 kam er in Buenos Aires an und gründete das Regiment der berittenen Grenadiere, um die Ufer des Río Paraná zu bewachen, die regelmäßig von den spanischen Soldaten aus Montevideo überfallen wurden. Im selben Jahr heiratete er die 14-jährige María de los Remedios de Escalada (1797–1823), deren Familie zur High Society von Buenos Aires gehörte.
Am 3. Februar 1813 besiegte er im Gefecht von San Lorenzo (⊙) bei Puerto General San Martín mit seinem Regiment die doppelt so starken royalen Truppen und beendete damit dauerhaft deren Plünderungen. Daraufhin wurde er zum Kommandant des Nordheeres der Vereinigten Provinzen des Río de la Plata ernannt.
Im Gegensatz zu anderen südamerikanischen Revolutionären konzentrierte San Martín sich zunächst nicht auf Peru, sondern auf die Befreiung Chiles. Zunächst übernahm er 1814 jedoch das Amt des Gouverneurs von Cuyo im westargentinischen Mendoza, wo er weitgehend ohne Unterstützung der Staatsregierung eine Armee aufstellte. Dabei war der chilenische General Bernardo O’Higgins sein wichtigster Vertrauter. 1816 organisierte er die Andenarmee, eine Militäreinheit, bestehend aus 3500 bis 6000 Soldaten und 1200 Mann Hilfstruppen. Im Jahre 1817 marschierte dieses Regiment auf eine für diese Zeit spektakuläre Art über die Anden, schlug die Spanier bei Chacabuco in Chile und besetzte die Hauptstadt Santiago de Chile. 1818, nach einem entscheidenden Sieg über die Spanier in Maipú, setzte San Martín in Chile eine nationale Regierung ein, jedoch lehnte er das Amt des Präsidenten zugunsten Bernardo O’Higgins ab.
Im Jahr 1820 führte er eine Operation zur Befreiung Perus von der spanischen Herrschaft an (siehe: Expedition von San Martín), wozu er seine Armee durch neue chilenische Truppen verstärken konnte. Er besiegte die Spanier im Dezember 1820 bei Pisco, versicherte sich zunächst der Unterstützung durch eine starke Adelspartei und besetzte erst dann Lima, wo er am 28. Juli 1821 die Unabhängigkeit Perus ausrief und zum Protektor des Landes ernannt wurde.
Der fortgesetzte Widerstand der Spanier in Peru und Streitigkeiten innerhalb seiner Armee veranlassten ihn, den venezolanischen General und Revolutionär Simón Bolívar um militärische Unterstützung zu bitten. Die beiden Revolutionäre waren sich allerdings in Fragen der Regierungspolitik uneinig. Während San Martín eine Monarchie anstrebte, hielt Bolívar an der Errichtung einer Republik fest. Am 26. und am 27. Juli 1822 versuchten die beiden führenden Personen der Unabhängigkeitskriege, die Differenzen bei Treffen in Guayaquil letztlich ohne Erfolg zu beseitigen, San Martín trat daraufhin zugunsten Bolívars zurück. Bis heute ist unklar, ob San Martín aus freiem Willen zurücktrat, in der Hoffnung, dass dem Weg in die Unabhängigkeit durch Bolívar besser gedient wäre, oder ob Bolívar diesen Schritt zur Bedingung für seine Hilfe in Peru gemacht hatte.
1824 ging San Martín nach Europa, wo er am 17. August 1850 im nordfranzösischen Boulogne-sur-Mer starb. Im Haus Nummer 113 der dortigen Grande Rue, das heute ein ihm gewidmetes Museum beherbergt, hatte er die letzten beiden Jahre seines Lebens verbracht.
Zwischen 1850 und 1861 war er in der Krypta der Basilika von Notre-Dame de Boulogne beigesetzt. Weil seinem testamentarischen Wunsch nach einer Bestattung in Buenos Aires aufgrund politischer Wirren erst später entsprochen werden konnte, war sein inzwischen einbalsamierter Leichnam auf dem Friedhof von Boulogne-sur-Mer in einem vierfachen Sarg begraben.
Am 29. Mai 1880, während der Präsidentschaft von Nicolás Avellaneda, wurden seine sterblichen Überreste schließlich nach Argentinien überführt und in der Kathedrale von Buenos Aires in einem Mausoleum beigesetzt.

## Ehrungen
San Martín wird in Argentinien als Padre de la Patria (Vater des Vaterlands) verehrt. Nach ihm wurden die Städte Puerto General San Martín in der Provinz Santa Fe, San Martín in der Provinz Buenos Aires, der Ort Libertador General San Martín in der Provinz Jujuy und die Grenzstadt José de San Martín (Chubut) sowie andere Örtlichkeiten, z. B. die Plaza General San Martín in der Hauptstadt, benannt. Außerdem heißt der Flughafen Posadas offiziell Aeropuerto Internacional de Posadas Libertador General José de San Martín.
Der Asteroid des inneren Hauptgürtels (2745) San Martin ist nach José de San Martín benannt.

## Galerie

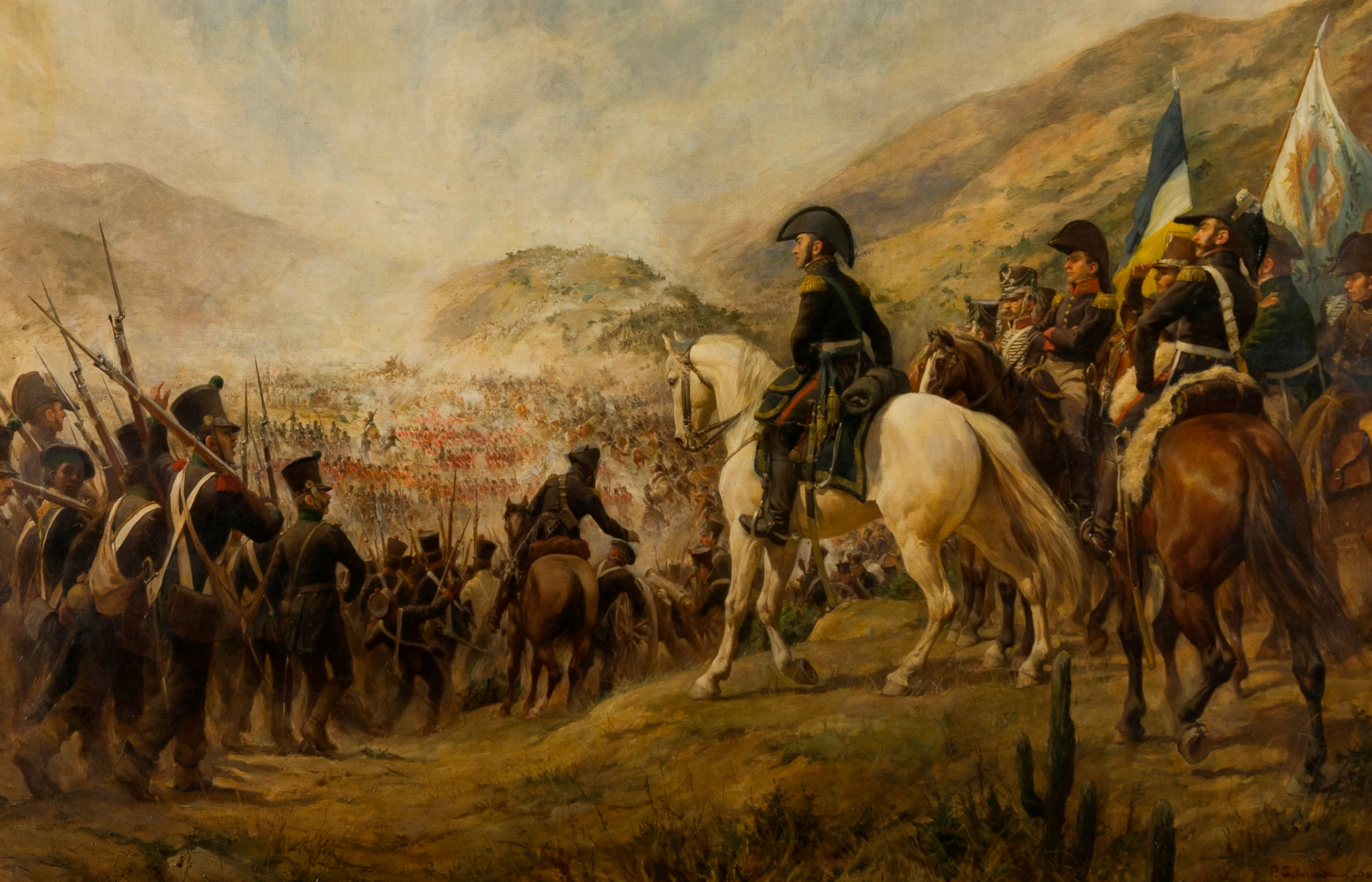
Schlacht von Chacabuco
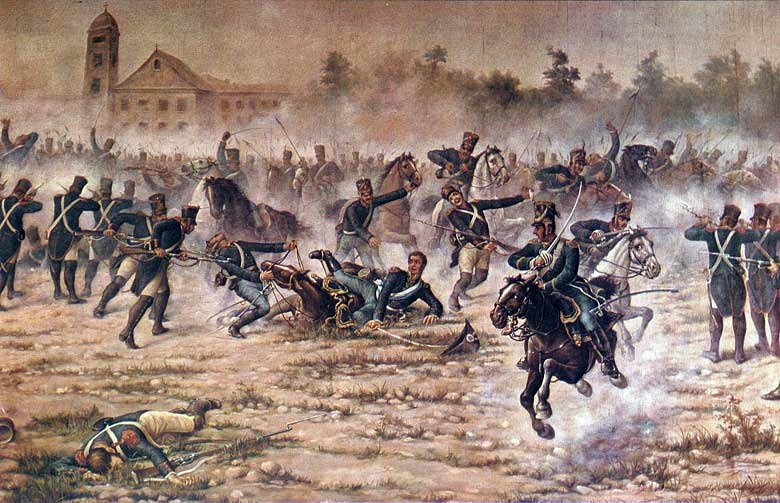
Gefecht von San Lorenzo
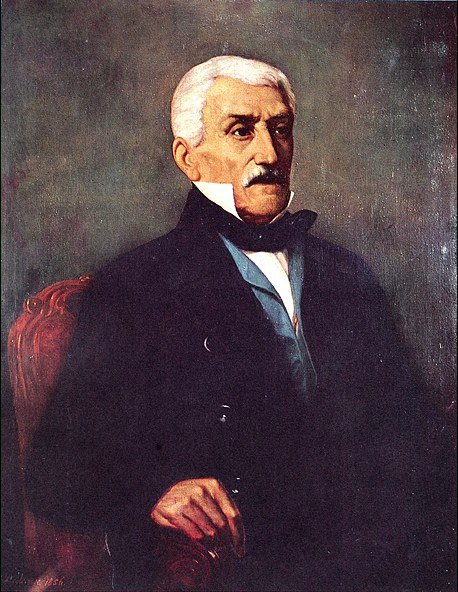
Im hohen Alter, gemalt von seiner Tochter Mercedes
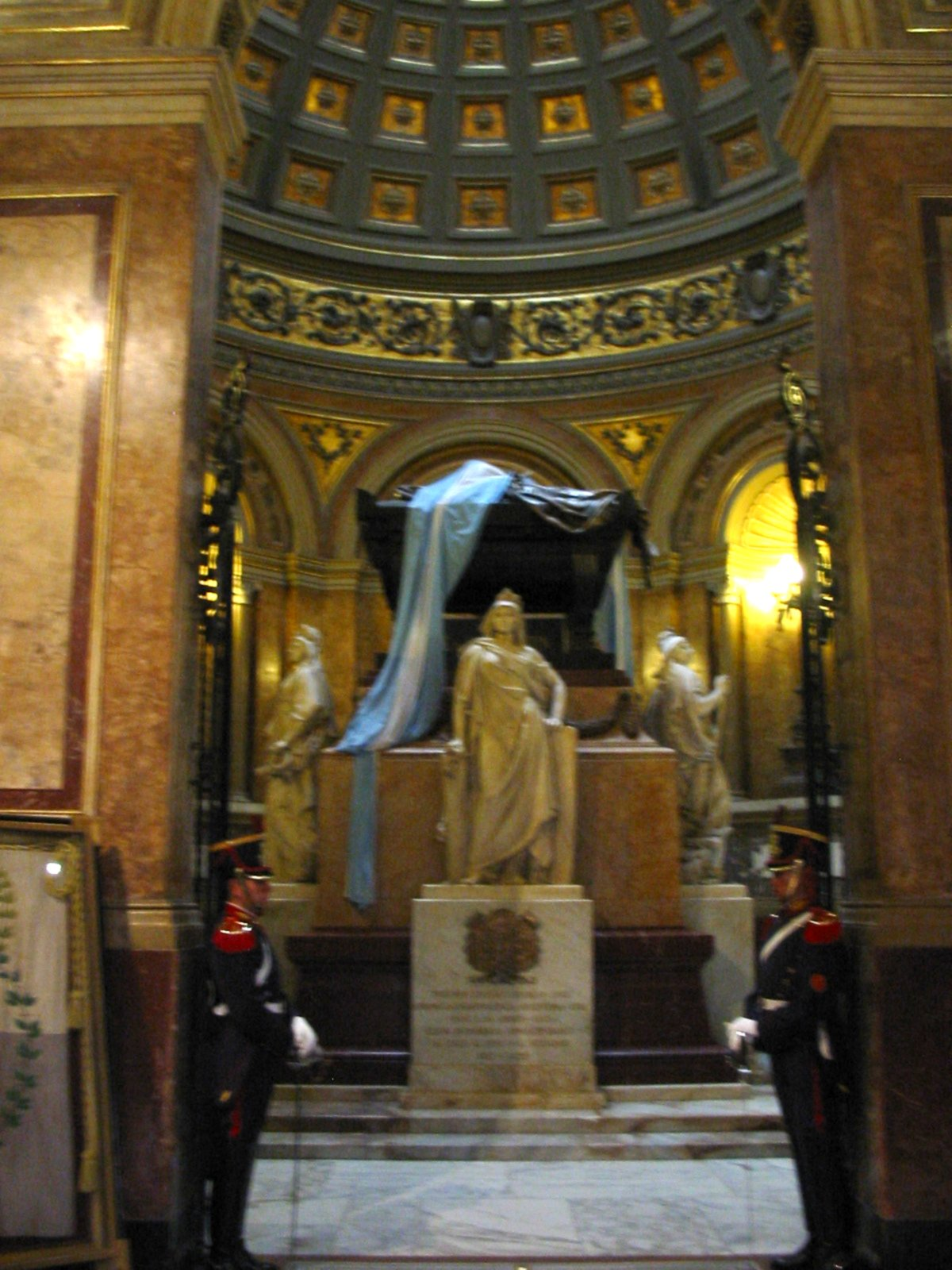
Grab in der Kathedrale von Buenos Aires
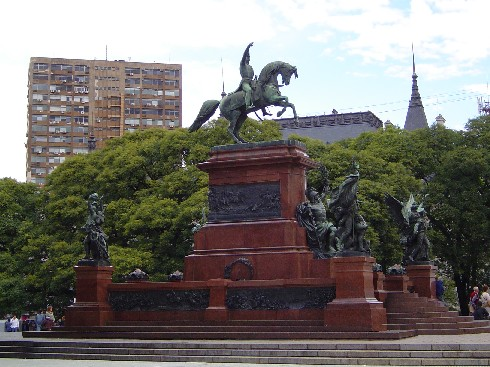
Denkmal auf dem Platz San Martín in Buenos Aires
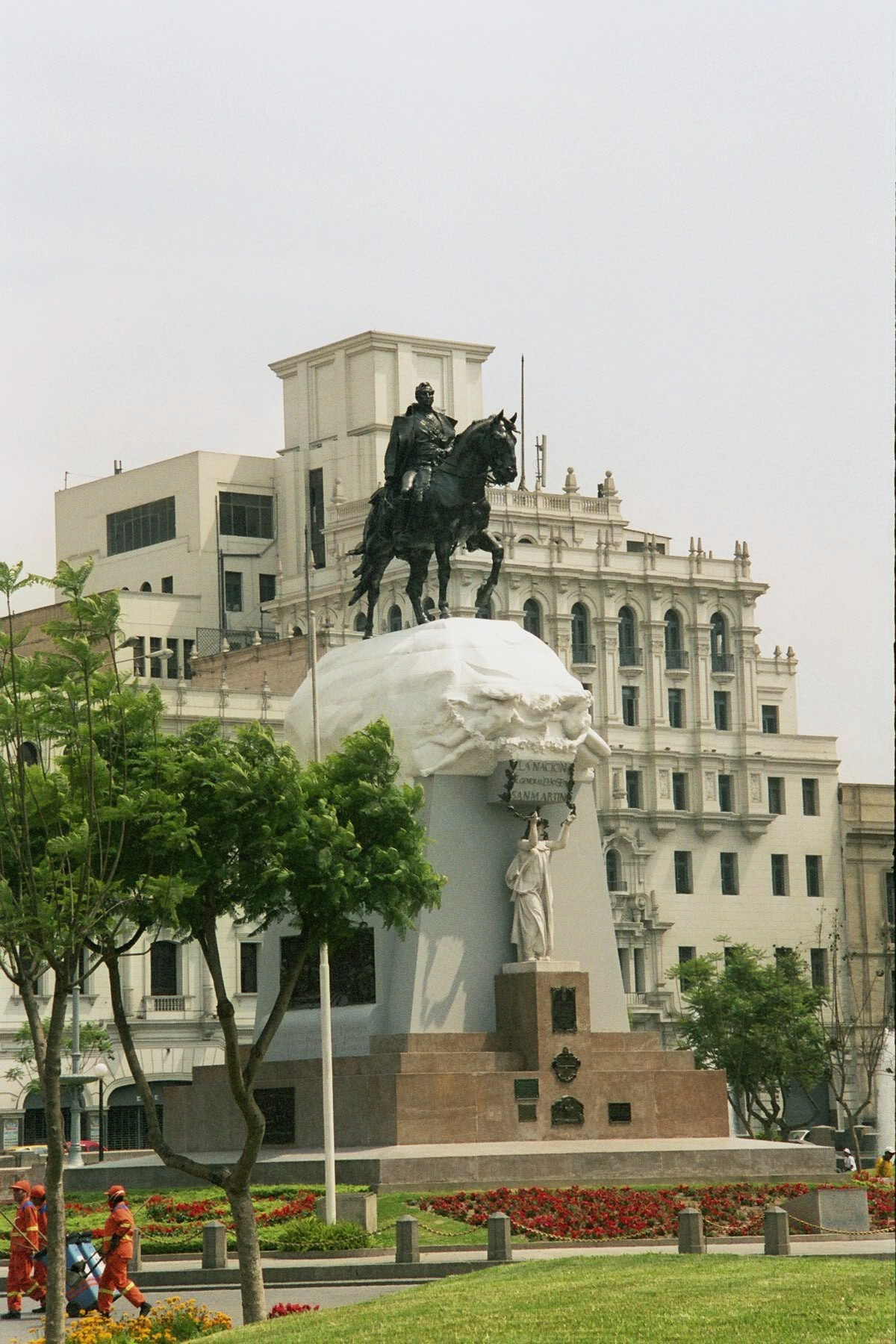
Denkmal auf der Plaza de San Martín in Lima
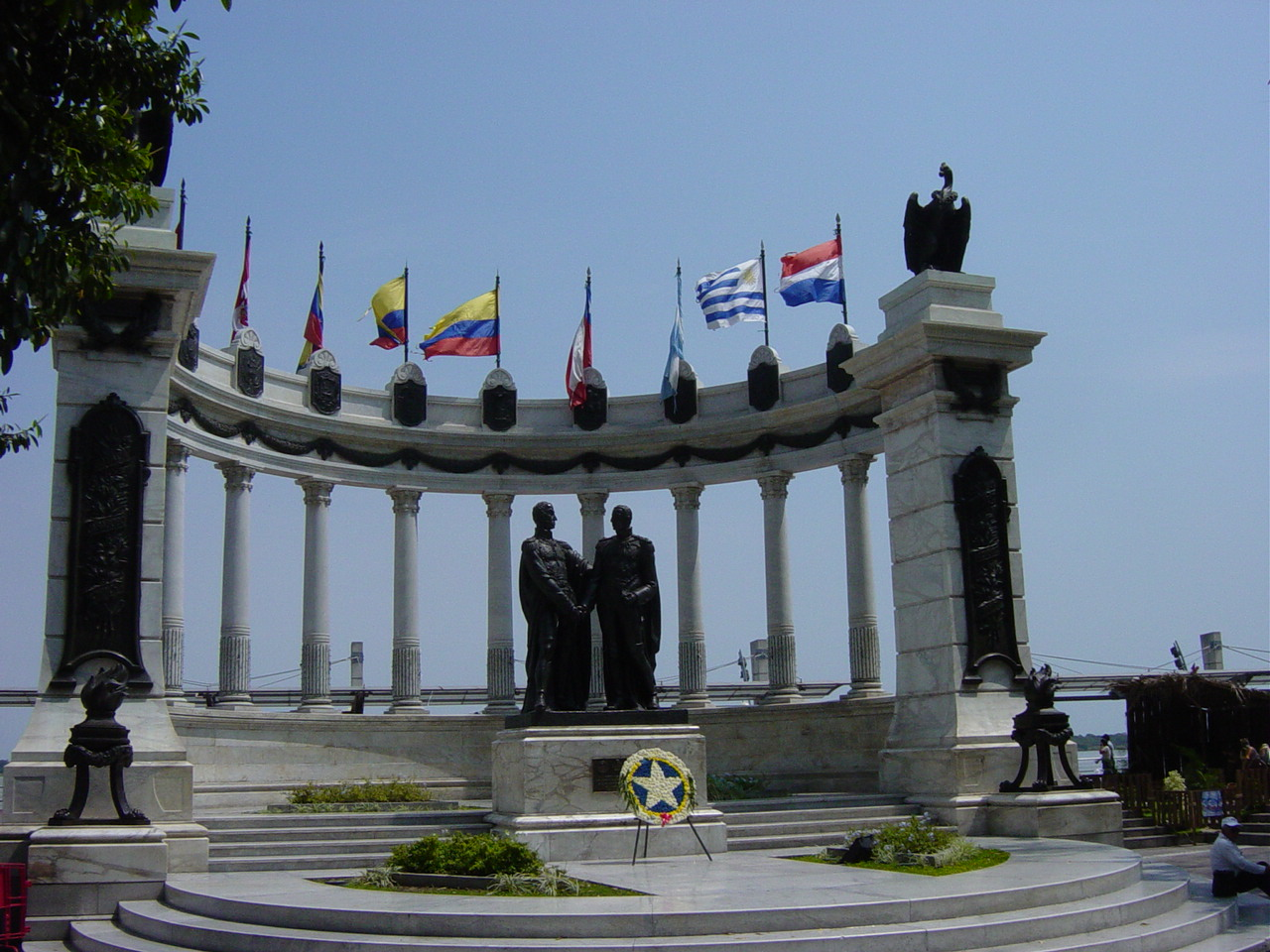
Denkmal von Simón Bolívar und José de San Martín in Guayaquil, Ecuador
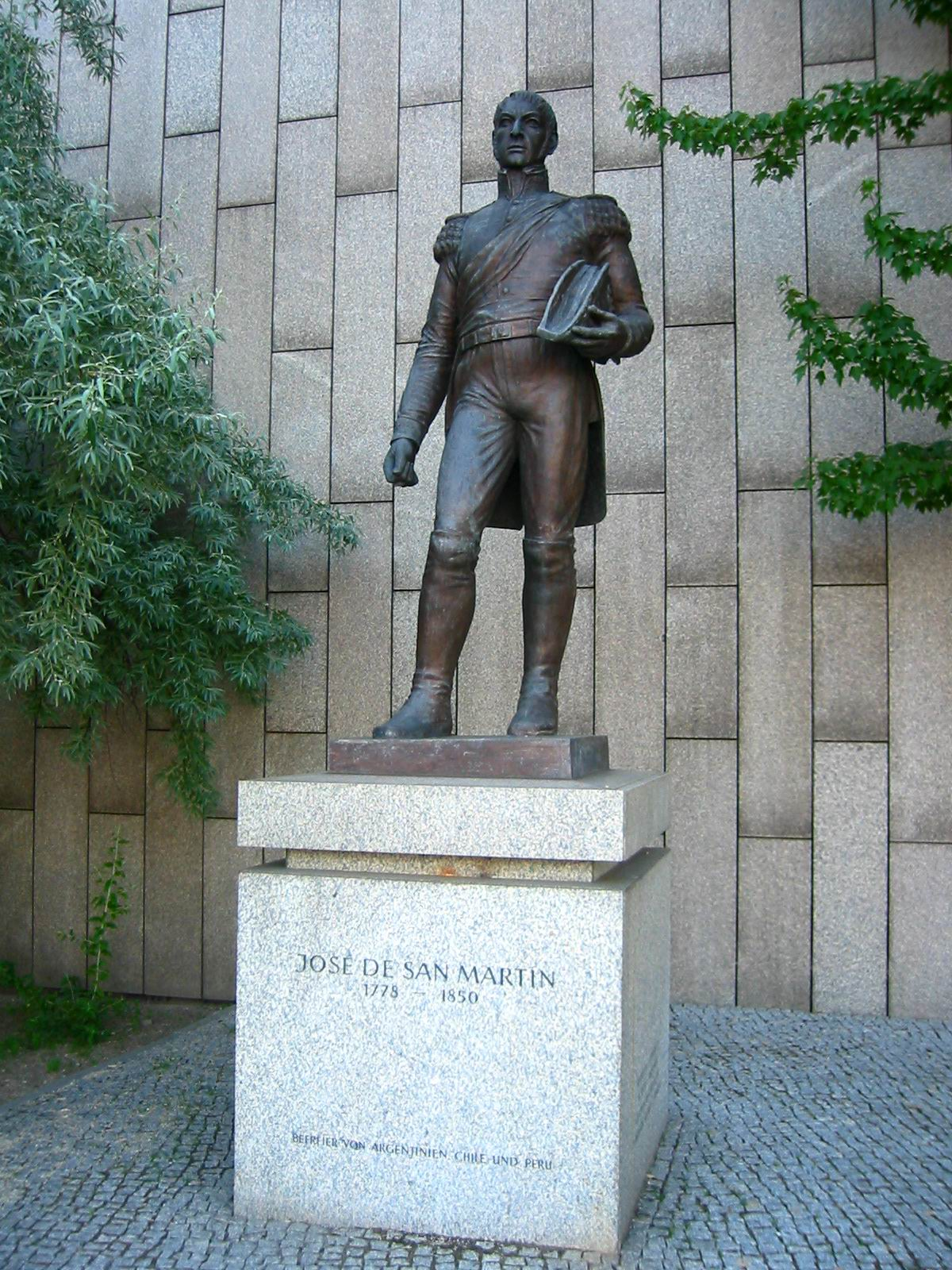
Statue in Berlin-Tiergarten nahe der Potsdamer Brücke
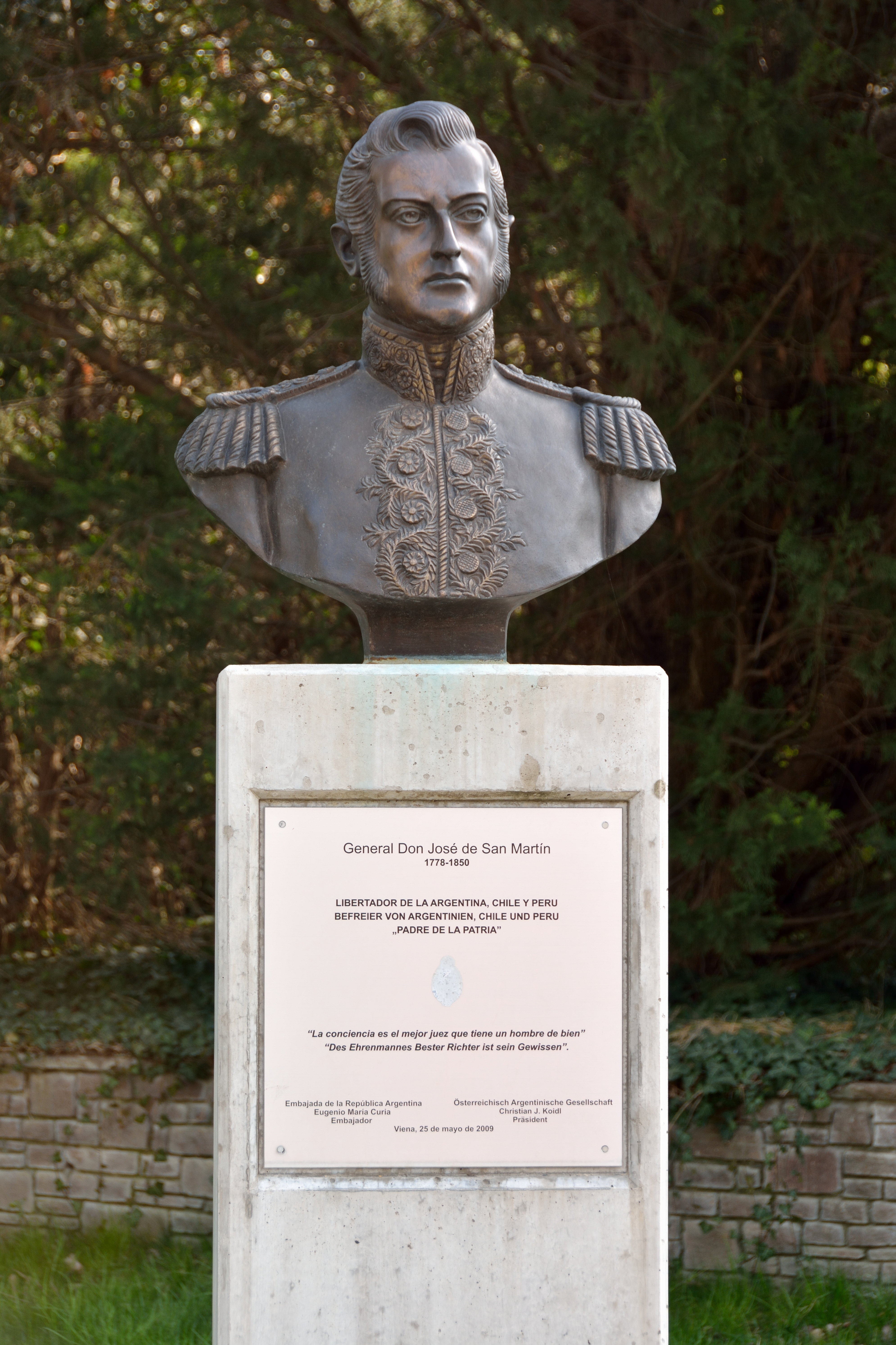
Büste im Donaupark, Wien
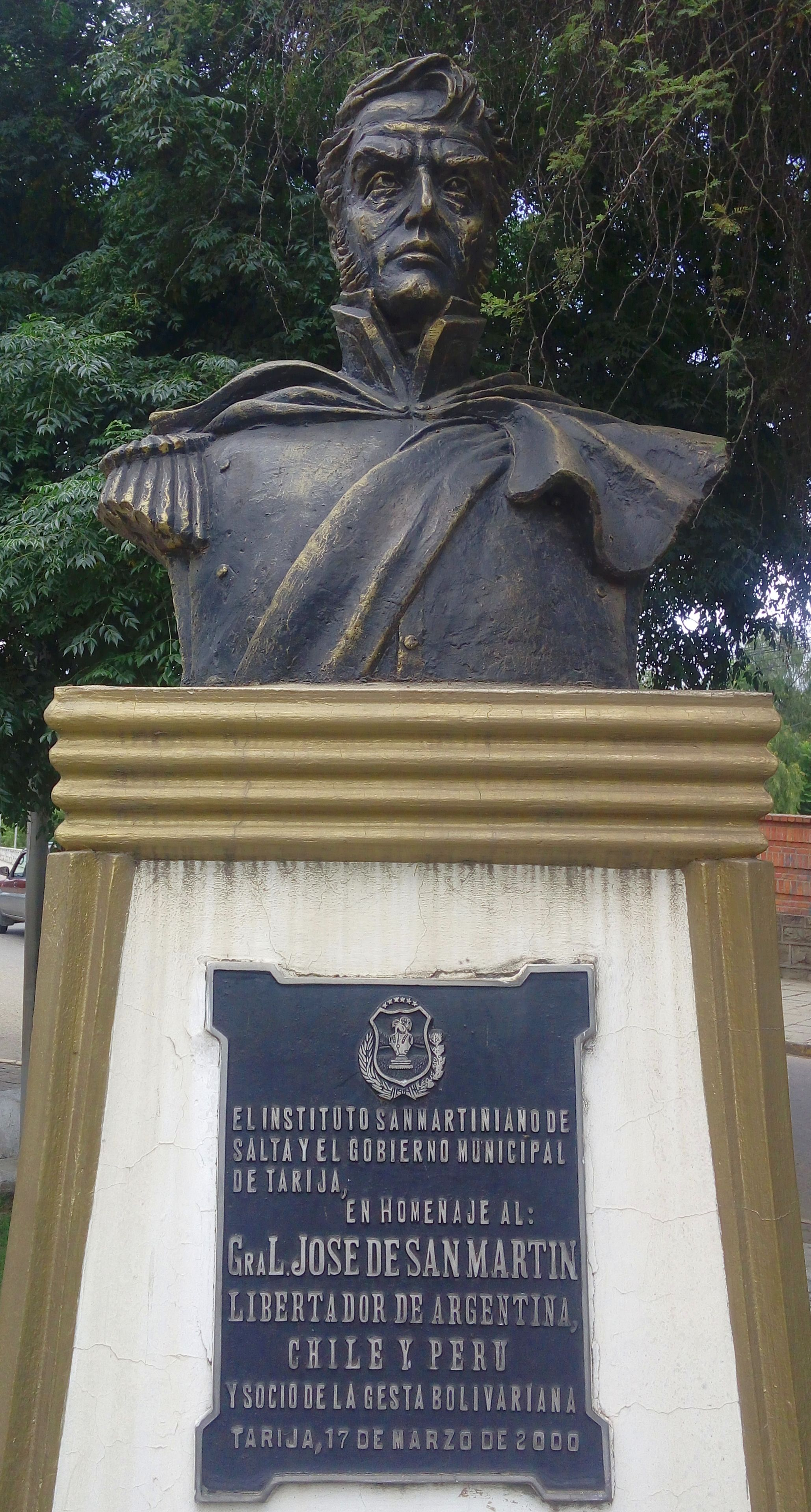
Büste in Tarija, Bolivien (Nahe San-Martín-Brücke am Eingang zum Barrio San Martín)